# ガチンコヒーローズ
『ガチンコヒーローズ』（PlayStation Move Heroes）は、ソニー・コンピュータエンタテインメントより2011年3月24日に発売されたPlayStation 3用のアクションゲーム。PlayStation Move専用ソフトウェア。

## 概要
PlayStationの人気アクションゲーム、「ラチェット&クランク」、「ジャック×ダクスター」、「怪盗スライ・クーパー」のクロスオーバー作品。これらの3シリーズはもともと繋がりが強く、各作品中でのコラボレーションも多数行われていたが、クロスオーバーという形でキャラクターが共演するのは初。

## ストーリー
ラチェットとクランク、ジャックとダクスター、スライとベントレー、それぞれの世界を守っていたヒーロー達は突然出現した謎の穴に吸い込まれ、奇妙な惑星に飛ばされてしまう。そこに現れた正体不明の2人組にそそのかされ、3組のヒーロー達は「宇宙対抗ヒーローゲーム」に参加する事になるのだが……。

## 登場キャラクター

### 操作キャラクター
ラチェット（Ratchet）声 - 津村まこと
ラチェット&クランクシリーズより登場。
フサフサ毛皮のロンバックスという種族でメカが大好きな少年。いたずら好きだが、これまで何度も銀河の危機を救っている。
クランク（Clank）声 - 大川透
ラチェット&クランクシリーズより登場。
ラチェットの相棒。クールで知的なロボットだが、ときどきマヌケな一面も見せる。
ジャック（Jak）声 - 森久保祥太郎
ジャック×ダクスターシリーズより登場。
エルフの青年。かつて悲惨な改造手術を受けた影響で、「ダークエコ」という闇の力を身に付けている。
ダクスター（Daxter）声 - 一龍斎貞友
ジャック×ダクスターシリーズより登場。
ジャックの親友でおしゃべりなイタチ。もともとはジャックと同じくエルフであったが、「ダークエコ」の影響でイタチの姿に変わってしまった。
スライ（Sly）声 - 草尾毅
怪盗スライ・クーパーシリーズより登場。
気取った性格をしたアライグマの怪盗。先祖代々義族の家系であるクーパー一族の末裔。一族に伝わる怪盗技を使う。
ベントレー（Bentley）声 - 岸尾だいすけ
怪盗スライ・クーパーシリーズより登場。
IQ255を誇る天才カメ。スライとは幼少期からの仲でスライ怪盗団のブレインである。道具の発明を得意とする。

### その他のキャラクター
グリーバー（Gleeber）声 - 伊藤健太郎
「宇宙対抗ヒーローゲーム」を開催した張本人。長い杖のようなものを持っており、その先に付いているマイクを通してしゃべる。
ランク（Lunk）声 - 岡野浩介
グリーバーの相棒。普段はおとなしい性格だが、グリーバーにだけは強気になる。
ファン
ヒーロー達のファン。迷子のファンを親の元に連れて行くミッションや、檻に閉じ込められたファンを助け出すミッションもある。
マーレー（Murray）声 - 飯島肇
怪盗スライ・クーパーシリーズより登場。
スライ怪盗団の一人。気は優しく力持ちであるカバ。

## ステージ
各ステージはさらに4から5のサブエリアに分かれており、ステージ選択画面でエリアを選択をしなければならない。1つのエリアには複数のミッションが存在し、ステージ内の全てのミッションをクリアしなければ次のステージに進むことができない。
メトロポリス（Metropolice）
ラチェット&クランクシリーズより登場。
ヘブンシティ（Haven City）
ジャック×ダクスターシリーズより登場。
パリ（Paris）
怪盗スライ・クーパーシリーズより登場。
グリーバーランド（Gleeber Land）
上の3ステージをクリアすると行けるようになる最終ステージ。